# Ptychagnostus atavus
Espèce
Synonymes
- † Acidusus atavus (Laurie, 1988)
- † Agnostus atavus (Tullberg, 1880)

Ptychagnostus atavus est une espèce éteinte de trilobites de l'ordre des agnostides, appartenant au genre Ptychangnostus dans la famille des Ptychagnostidae. Elle fut décrite pour la première fois en 1880 par le paléontologue suédois Sven Axel Tullberg sous le nom de Agnostus atavus.
Cette espèce de trilobites est utilisée comme fossile stratigraphique. La première apparition de Ptychagnostus atavus dans la coupe du point stratotypique mondial de la base du Drumien (-504,5 millions d'années) dans le Cambrien, située dans la formation de Wheeler dans l'ouest de l'Utah, correspond à la base de cet étage de la troisième série du Cambrien.